# Медальєрика
Медальєрика  (від італ. medaglia або лат. metallum – метал) – спеціальна історична дисципліна, що вивчає виникнення та історію медалей (металічний знак, платівка круглої, овальної або багатокутної форми з зображенням на двох боках (рідше однобічна), що випущена на честь якоїсь події чи видатної особи) та медальєрного мист-ва. Об'єктом дослідження дисципліни є медалі (пам'ятні, художні та нагородні), медальєрні комплекси, тобто серія медалей, які створені одним або групою майстрів, присвячені конкретній істор. події або особі, а також технологія виготовлення медалей.
Традиційно М. входила до нумізматики. Відокремилась від останньої у 1-й пол. 20 ст.
Перші медалі були створені в Римі Стародавньому і виконували роль грошової одиниці поруч з монетами та медальйонами. У 14–15 ст. у Пн. Італії стали виготовляти пам'ятні знаки – медалі, які не мали купівельної сили. У серед. 15 ст. медальєрне мистецтво в Італії досягає найвищого розквіту. Це пов'язано з заг. культ. розвитком періоду Відродження.
Відомо, що в Київській Русі як відзнаки використовували шийні гривни (обручі з золота, срібла, бронзи). Перші рос. нагородні знаки з'являються в 15 ст. (тоді це були монети з вушком), а медалі в такій якості отримують поширення в 2-й пол. 18 – 1-й пол. 19 ст.
З 2-ї пол. 19 ст. поряд з медалями круглої, рідше овальної форми з'являються прямокутні (плакетки).
Виставки медальєрного мистецтва (Москва, 1971; Київ, 1973) продемонстрували самобутню технологію виготовлення медалей та їх побутування.